# Kōhei Ueguchi
Kōhei Ueguchi (上口 耕平, Ueguchi Kōhei) né le 6 mars 1985 dans la préfecture de Wakayama  est un acteur et chanteur japonais.

## Biographie
Dès son enfance, fortement inspiré par Michael Jackson, Kōhei Ueguchi fréquente les studios de danse. Il déménage à Tokyo lors de son entrée au lycée. En parallèle de ses études, il remporte des concours de danse nationaux.
Il est diplômé du Département de langue et littérature japonaise, en faculté des lettres, à l'Université Gakushuin.
En 2002, il fait ses débuts dans la série télévisée Gokusen. Il officie alors sous le nom de Kōhei Minato, qu'il abandonne plus tard au profit de Kōhei Ueguchi.
Dès 2003, il devient membre de l'atelier de théâtre « TAKE1 » parrainé par le réalisateur et scénariste Kenichi Hata. Il est surtout reconnu pour ses prestations scéniques, dans des pièces de théâtre et des comédies musicales.
En 2020, alors que Coronavirus entraîne un confinement mondial, il interprète en distanciel, avec quarante-sept autres célébrités, la chanson Seasons of Love.
En juillet 2025, il participe à la série de concerts commémorant le 80e anniversaire de Maury Yeston et le 20e anniversaire du Umeda Arts Theater : intitulé Life's A Joy! Life Goes On!, le projet est mis en scène par Yamato Ikuta et reprend les principaux succès de Yeston. Kōhei Ueguchi y partage notamment l'affiche avec Keisuke Higashi, Kanata Irei, Kazuki Katō, Kiho Maaya, Yū Shirota ou encore Tomona Yabiku.

## Vie privée
Kōhei Ueguchi épouse Fu Hinami, une ancienne membre de la Revue Takarazuka, en 2022. Ils divorcent l'année suivante.

## Scénographie partielle
- 2010 : Guys & Dolls
- 2013 : Un violon sur le toit : Fyotka
- 2014 : Sister Act : Pablo
- 2014 : Titanic : Harold Bright
- 2015 : Tanz der Vampire : Herbert
- 2016 : The Scarlet Pimpernel : Anthony Dewhurst
- 2019 / 2021 : Don Juan : Don Carlos
- 2020 : West Side Story : Riff
- 2020 / 2022 : Hairspray : Corny Collins / M. Pinky
- 2020 : Rent : Angel
- 2021 : Un violon sur le toit : Motel
- 2021 : Grease : Teen Angel
- 2024 : Les Trois Mousquetaires : Aramis
- 2014 - 2016 : Sister Act : Pablo
- 2025 : Once : Eamon

## Télévision
- 2002 : Gokusen : Kohei Imagawa
- 2004 : FIRE BOYS ~Megumi no Daigo~ (Épisode 7)
- 2004 : Tokusou Sentai Dekaranger (Épisode 30)
- 2023 : Play a Life